# Lent anamòrfica

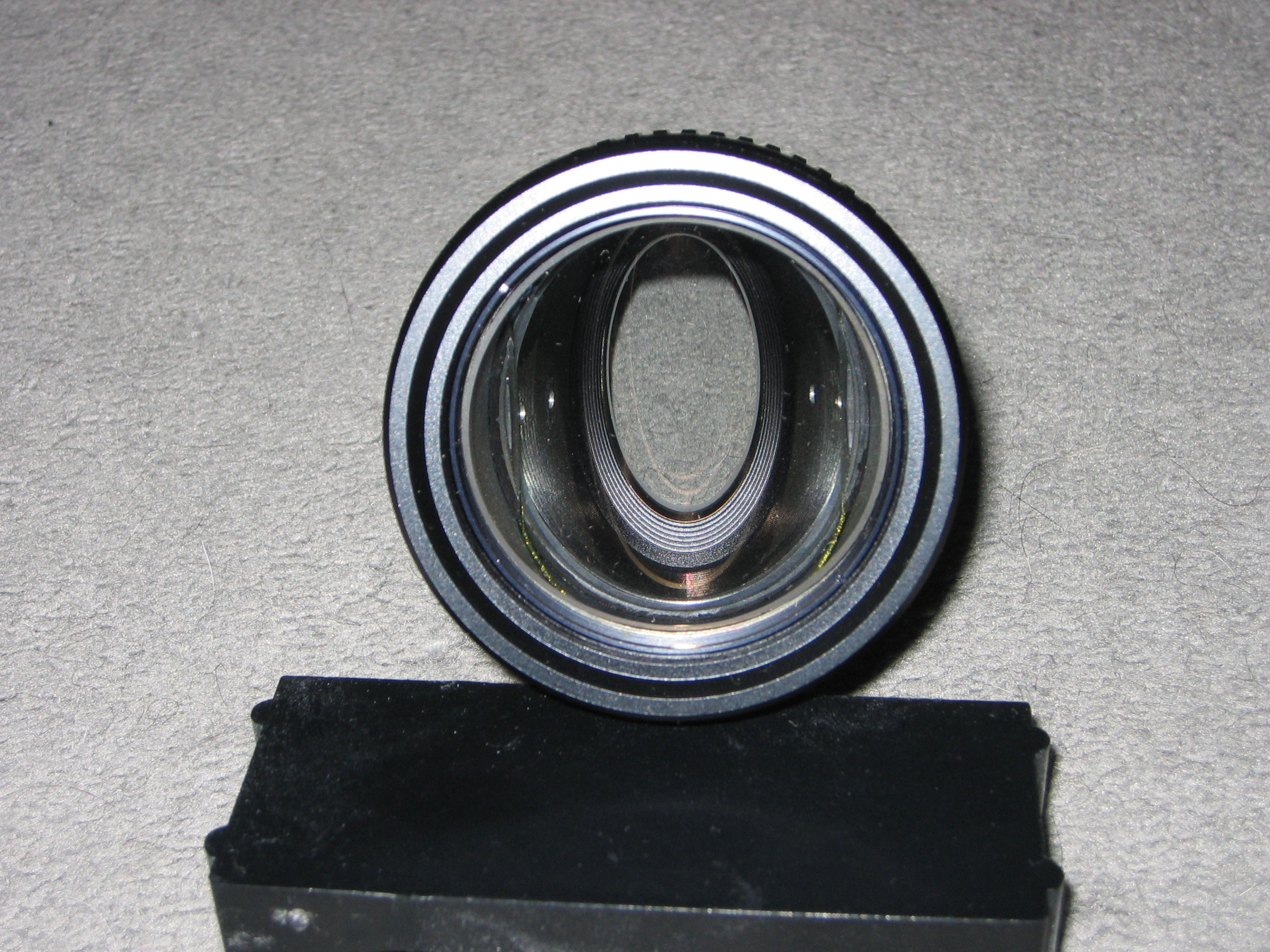
Efecte ovalat del sistema de lents que compon un objectiu anamòrfic.

L'anamorfosi és el procés pel qual una imatge es deforma mitjançant un sistema que requereix adoptar un determinat punt de vista per poder-lo visionar correctament. Aquest procés, ha estat utilitzat en el cinema mitjançant les lents anamòrfiques.
La lent anamòrfica es refereix, en termes d'òptica, a una lent que augmenta de manera diferent l'eix vertical i l'horitzontal la imatge. Si ens referim a l'àmbit cinematogràfic, fa referència a un tipus d'objectiu compost per un sistema de lents cilíndriques i prismàtiques que permeten distorsionar les imatges en l'eix horitzontal per després a l'hora de projectar-la, descomprimir els costats deformats i aconseguir un format més ample de visualització

## Història
L'inventor del primer objectiu anamòrfic (denominat Hypergonar) l'any 1924 va ser Henri Chrétien. Aquest objectiu va permetre reduir gairebé fins a la meitat (horitzontalment) la imatge del fotograma, i al col·locar l'objectiu oposat davant del projector, va aconseguir retornar la proporció expandint la mida de la imatge. Coneixent aquest recurs, Claude Autant-Lara va decidir utilitzar-lo per primer cop al cinema el 1928 amb el film "Construire".
L'ús universal d'aquests objectius no va ser fins que la 20th Century Fox l'adoptés després que la seva patent expirés i experimentés amb les primeres Hypergonar de Chrétien. Quan el 1953 es va comercialitzar un nou objectiu anamòrfic, el Cinemascope, el cinema es trobava en batalla contra la televisió i va aprofita aquesta innovació per la creació de sistemes de pantalla ampla i so estereofònic de gran espectacularitat.
Aquest objectiu va permetre la compressió de la imatge en el fotograma, permetent el format panoràmic en una pel·lícula de 35 mm. abaratint la producció en contrast dels sistemes costosos com el Cinerama, que necessitava tres càmeres. Encara que els nous objectius suposaven més estalvi en la producció, d'altra banda complicaven l'enregistrament ja que l'ús d'aquests necessitava alguns requisits tècnics: una il·luminació intensa per evitar dificultats en l'enfocament i l'aparició d'algunes aberracions i distorsions a la imatge (estiraments horitzontals, centellejos, etc.). Poc després, l'any 1954, Panavision va desenvolupar un sistema de lents que disminuïa alguns problemes tècnics de les anteriors.
D'ençà que s'han anat creat una gran diversitat d'objectius anamòrfics, algunes compatibles amb càmeres digitals. A dia d'avui, continua sent una tècnica utilitzada al cinema fins i tot a la publicitat, pel seu atractiu, en les qualitats que les caracteritzen i l'estètica d'aparença cinematogràfica clàssica del cel·luloide.